# Elvétés
Az elvétés (latinul aberratio ictus, vagyis az ütés eltévesztése) egy büntetőjogi fogalom, a tévedésnek az az esete, amikor az elkövető szándéka szerinti eredmény nem az általa kívánt személy vagy tárgy sérelmére, hanem más személyen vagy tárgyon következik be.
Ha a bűncselekménynek van gondatlanul elkövethető büntetőtörvényi tényállása (pl. emberölés), akkor az elkövető két cselekményért felelős:
- az általa elhibázott személy vagy tárgy sérelmére szándékos bűncselekmény kísérlete miatt,
- a tévedésből eltalált személy vagy tárgy sérelmére elkövetett cselekmény gondatlan alakzata miatt.